# Ganomymar
Ganomymar is een geslacht van vliesvleugeligen uit de familie Mymaridae. De wetenschappelijke naam van dit geslacht werd voor het eerst geldig gepubliceerd in 1972 door De Santis.

## Soorten
Het geslacht Ganomymar omvat de volgende soorten:
- Ganomymar caslot Triapitsyn, 2021
- Ganomymar dessarti De Santis, 1972
- Ganomymar libertatium Triapitsyn, 2021
- Ganomymar zuparkoi Triapitsyn, 2021